# Kasper Niehaus
Kasper Niehaus (Groningen, 29 oktober 1889 – Bergen (Noord-Holland), 29 april 1974) was een Nederlands kunstschilder, tekenaar, auteur, kunstcriticus, wandschilder en kunstverzamelaar.
Niehaus volgde opleidingen aan de Academie Minerva in Groningen, het Instituut voor Kunstnijverheidsonderwijs en de Rijksakademie van beeldende kunsten beide in Amsterdam.
Zijn onderwerpen waren figuurvoorstellingen, rivierlandschappen, landschappen, zelfportretten, naaktfiguren en dorpsgezichten. Zijn vormen zijn strak omlijnd en gestileerd, de kleuren zijn licht en ijl. Hij werkte voornamelijk in Amsterdam en Bergen (NH) waar hij bij de groep van de Bergense School behoorde. Hij was lid van het KunstenaarsCentrumBergen (KCB).
Kasper Niehaus was als kunstcriticus verbonden aan het dagblad De Telegraaf en schreef enige boeken op kunstgebied.